# Escrivão da puridade
O escrivão da puridade era um alto funcionário da Coroa de Portugal, durante a Idade Média e o Renascimento. O cargo foi criado no século XIII, competindo-lhe inicialmente a função de escrivão ou secretário pessoal do Rei de Portugal, com a responsabilidade de lidar com os seus documentos particulares e assuntos mais reservados.
Sobretudo a partir da segunda metade do século XIV, o escrivão da puridade, equiparável a chanceler, foi assumindo funções cada vez mais importantes, passando a ser o detentor do Selo do Camafeu (ou Selo da Puridade) que permitia autenticar os documentos sem passar pela Chancelaria-Mor e a ser responsável pelos assuntos relacionados com as Cortes e pelos negócios estrangeiros. O cargo de escrivão da puridade acabou por ganhar preponderância sobre todos os outros cargos do Estado, como os de chanceler-mor, de mordomo-mor e de vedor da fazenda, passando a funcionar como uma espécie de primeiro-ministro.
Assumindo cada vez mais funções de Estado, o escrivão da puridade acabou por perder a sua função original de secretário pessoal do Soberano, sendo criado o cargo de secretário de el-Rei para o substituir no desempenho desta função.
Para além do próprio Rei, alguns outros membros da Casa Real - como a Rainha, o Príncipe e os Infantes - tinham também os seus próprios escrivães da puridade. Estes eram contudo meros secretários particulares, sem quaisquer funções de Estado.
O cargo de escrivão da puridade foi extinto no século XVI, quando das reformas administrativas do Rei D. Sebastião que levaram à criação de três secretarias de Estado (Secretaria de Estado, Secretaria das Mercês e Expediente e Secretaria da Assinatura).
O cargo foi restaurado, já no século XVII, pelo Rei D. Afonso VI, em favor do 3.º conde de Castelo Melhor, ao qual foram atribuídos alargados poderes governativos. Quando da queda de D. Afonso VI e da consequente queda do conde de Castelo Melhor, o cargo foi novamente extinto. 
No século XVIII, foi dado o título meramente honorífico de "escrivão da puridade" a alguns secretários particulares dos reis.

## Equivalentes ibéricos
- Chanceler do selo da Puridade (no original castelhano, Canciller del sello de la Puridad, ou Poridad). Alto cargo que, até à unificação com Aragão em 1496, estava encarregado de auxiliar com as cartas pessoais do Rei da Coroa de Leão-Castela, portando o seu selo secreto pessoal.[1]

## Outras fontes
- Black, Maria Luísa de Bivar (1995). Um Escrivão da Puridade no Poder: o Conde de Castelo Melhor, 1662-1667. Lisboa: S.P.B. Editores e Livreiros. ISBN 972-726-054-3
- COSTA, Avelino de Jesus. A Chancelaria Real Portuguesa e os seus Registos de 1217 a 1438.
- HOMEM, Armando Luís de Carvalho. Uma Crise que sai d'«A Crise», ou o Desembargo Régio na Década de 1380.
- MALTEZ, José Adelino. Estrutura do Governo.